# Theristus longisetifer
Theristus longisetifer is een rondwormensoort uit de familie van de Xyalidae. De wetenschappelijke naam van de soort is voor het eerst geldig gepubliceerd in 1998 door Kito & Aryuthaka.